# آن لوكاس
آن لوكاس (بالإنجليزية: Anne Lucas)‏ هي كاتبة سيناريو وممثلة أسترالية، ولدت في 1951. من الجوائز التي نالتها رتبة الإمبراطورية البريطانية.

## جوائز
- رتبة الإمبراطورية البريطانية

## وصلات خارجية
- آن لوكاس على موقع IMDb (الإنجليزية)
- آن لوكاس على موقع قاعدة بيانات الفيلم (الإنجليزية)